# Adolf Miehlke
Adolf Miehlke (* 16. September [abweichend auch 15. September] 1917 in Berlin; † 24. Januar 2001) war ein deutscher Mediziner. Der Spezialist für Gesichtsnervenerkrankungen war Direktor der HNO-Klinik der Universität Göttingen.

## Karriere
Miehlke absolvierte von 1945 bis 1950 eine chirurgische Ausbildung bei Hermann Krauss (1899–1971) am Kreiskrankenhaus Göppingen und begann seine Karriere somit als allgemeiner Chirurg. Bald erfolgte eine Hinwendung zur Hals-Nasen-Ohren-Heilkunde. Von 1950 bis 1951 studierte er diese Fachrichtung an der Universität Gießen. Er wurde Assistent von Gerhard Eigler und lernte den ebenfalls dort lehrenden Paul Falk kennen. Als Falk den Ruf auf eine Professur in Homburg erhielt und 1951 an die Universität des Saarlandes wechselte, folgte ihm Miehlke und wurde sein Schüler.
Trotz bescheidener Gegebenheiten leisteten sie gemeinsame Aufbauarbeit bei der Gründung einer Universitäts-Hals-Nasen-Ohrenklinik in Homburg. Miehlke verfasste, von Falk betreut, 1953 seine Habilitationsschrift Über die Ursachen des peripheren Lagenystagmus. Ferner entstanden Forschungsberichte über Erkrankungen der Gesichtsnerven, die 1960 in ein Buch darüber mündeten, das zum Standardwerk avancierte. 1963 erhielt er von der Universität Göttingen die Berufung auf den Lehrstuhl für Hals-Nasen-Ohren-Heilkunde. Diese Stelle trat er am 1. Januar 1964 an und wurde später Direktor der universitären HNO-Klinik. Er fand in Göttingen förderliche Bedingungen vor: mehr Mitarbeiter, bessere Voraussetzungen wie eine große Klinik und Kontakt zu Nachbardisziplinen. Er sorgte dafür, dass seine Einrichtung für die Erforschung und Behandlung der Gesichtsnerven eine hohe Bekanntheit erreichte. Hier kam es auch zur Abfassung des viele Auflagen und eine Übersetzung ins Englische erfahrenden Standardwerkes Die Chirurgie des Nervus facialis. Wie der Würzburger HNO-Arzt Horst Ludwig Wullstein gehörte der Otologe Miehlke zu den Pionieren auf dem Gebiet subtiler Operationen im Mittelohrbereich und für Nervenwiedervereinigungen. Ein weiteres Verdienst war die Einrichtung einer phoniatrischen Abteilung. Seine Publikationstätigkeit (zum Teil zusammen mit seinen Assistenten) umfasste Aufsätze, Kongressreferate, Handbuchbeiträge und ein Studentenlehrbuch zu Fazialis-Chirurgie und Speicheldrüsen. Außerdem übernahm er die Schriftleitung der Fachzeitschrift HNO Informationen, die er zu einer der führenden auf ihrem Gebiet machte. 1985 wurde er emeritiert.
Adolf Miehlke war Mitglied der Deutschen Akademie der Naturforscher Leopoldina sowie des Collegiums Oto-Rhino-Laryngologicum Amicitiae Sacrum.

## Auszeichnungen
- 1977: Wissenschaftsmedaille der Universität Bordeaux
- 1978: Ludwig-Haymann-Preis der Deutschen Gesellschaft für Hals-Nasen-Ohren-Heilkunde, Kopf- und Hals-Chirurgie
- 1984: Ernst-von-Bergmann-Plakette
- 1989: Ehrenmitgliedschaft im Royal College of Surgeons of Edinburgh
- 1993: Verdienstmedaille in Gold der Deutschen Gesellschaft für Hals-Nasen-Ohren-Heilkunde, Kopf- und Hals-Chirurgie für seine besonderen Verdienste um das Ansehen der deutschen Hals-Nasen-Ohren-Heilkunde im Ausland
- 1998: Ehrenmitgliedschaft in der Polnischen Gesellschaft für HNO-Heilkunde, Kopf- und Halschirurgie